# Cestradoretus acomys
Cestradoretus acomys är en skalbaggsart som beskrevs av Ohaus 1912. Cestradoretus acomys ingår i släktet Cestradoretus och familjen Rutelidae. Inga underarter finns listade i Catalogue of Life.